# 안콜레두더지쥐
안콜레두더지쥐 또는 안콜레아프리카두더지쥐(Tachyoryctes ankoliae)는 소경쥐과에 속하는 설치류의 일종이다. 앙골라와 탄자니아 북서부, 우간다 남서부에서 발견된다. 자연 서식지는 습윤 사바나 지역과 농지이다. 일부 분류학자들은 동아프리카두더지쥐(Tachyoryctes splendens)와 같은 종으로 간주하기도 한다.